# 체서피크만

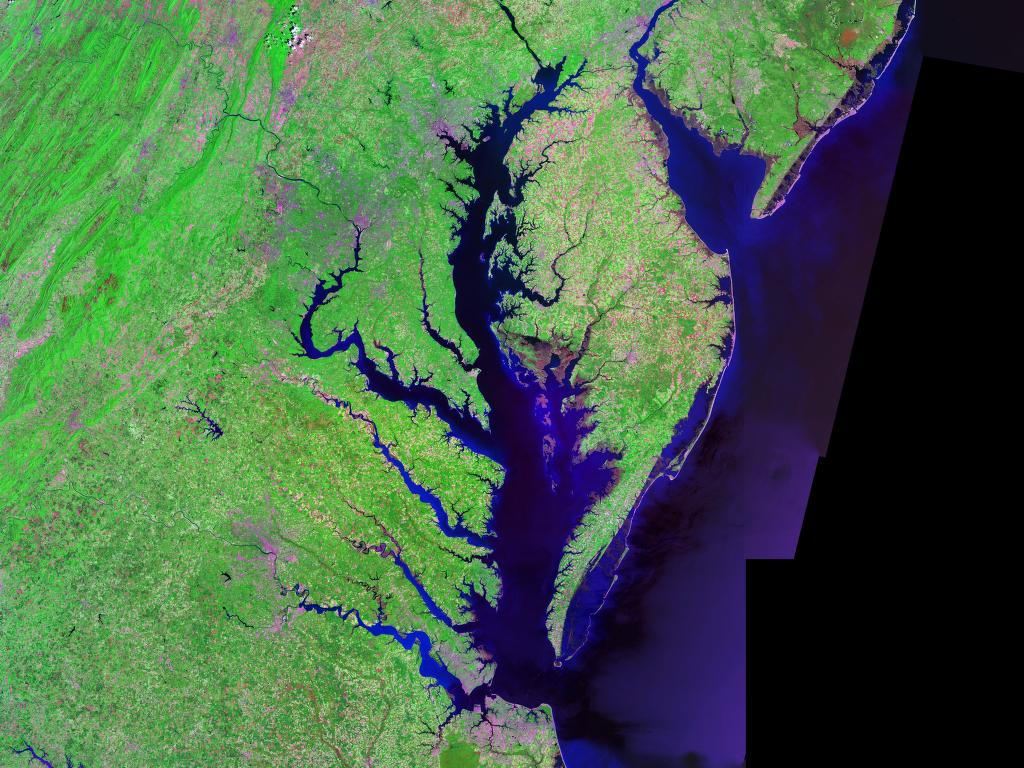
체서피크만

체서피크만(Chesapeake Bay)은 미국 동쪽, 메릴랜드주와 버지니아주에 걸쳐 위치한 거대한 만이다. 면적은 165,800 km2이다. 사냥개의 일종인 체서피크 베이 리트리버의 출생지로 유명하다. 총 길이 6.946 km에 달하는 체서피크 베이 브리지(Chesapeake Bay Bridge)가 놓여있다. 이 근방에서 잡히는 게 요리가 유명하다.

## 같이 보기
- 체서피크 베이 리트리버
- 이를란드 히드 미클라